# 淮北市
淮北市（わいほく-し）は、中華人民共和国安徽省に位置する地級市。

## 地理
安徽省北部に位置し、宿州市、蚌埠市、亳州市、河南省と接する。

## 歴史
1971年に地級市の濉渓市を淮北市と改名した。

## 行政区画
3市轄区・1県を管轄する。
- 市轄区：
  - 相山区・杜集区・烈山区
- 県：
  - 濉渓県

| 淮北市の地図                |
| --------------------------- |
| 杜集区 相山区 烈山区 濉渓県 |

### 年表
この節の出典

#### 濉渓市
- 1960年4月16日 - 安徽省蚌埠専区濉渓市が地級市の濉渓市に昇格。(1市)
  - 蚌埠専区蕭碭県の一部を編入。
- 1961年6月17日 - 郊区を設置。(1区)
- 1961年12月15日 (1区)
  - 郊区の一部が分立し、宿県専区濉渓県となる。
  - 宿県専区蕭碭県の一部が郊区に編入。
- 1963年12月16日 - 宿県専区宿県の一部が郊区に編入。(1区)
- 1964年4月27日 - 郊区を廃止。(1市)
- 1965年8月28日 - 宿県専区濉渓県の一部を編入。(1市)
- 1969年7月 - 相山区・郊区を設置。(2区)
- 1971年3月30日 - 濉渓市が淮北市に改称。

#### 淮北市
- 1976年9月 - 宿県地区蕭県の一部が相山区に編入。(2区)
- 1977年1月20日 - 宿県地区濉渓県を編入。(2区1県)
- 1980年5月30日 (4区1県)
  - 郊区の一部が分立し、杜集区が発足。
  - 相山区・郊区の各一部が合併し、烈山区が発足。
- 1981年4月21日 - 宿県地区蕭県の一部が郊区に編入。(4区1県)
- 1984年2月 - 郊区が相山区・烈山区・杜集区に分割編入。(3区1県)
- 1985年7月15日 - 烈山区の一部が宿県地区宿州市に編入。(3区1県)
- 1992年3月 (3区1県)
  - 濉渓県の一部が相山区・烈山区に分割編入。
  - 杜集区の一部が宿県地区蕭県に編入。
- 2004年5月29日 - 濉渓県の一部が相山区・烈山区に分割編入。(3区1県)
- 2005年9月13日 - 濉渓県の一部が相山区・烈山区に分割編入。(3区1県)

## 交通
鉄道
- 青阜線（淮北市 青竜山駅-阜陽市 阜陽駅）
- 符夾線（宿州市 符離集駅-江蘇省徐州市 夾河寨駅）